# Bristol Center

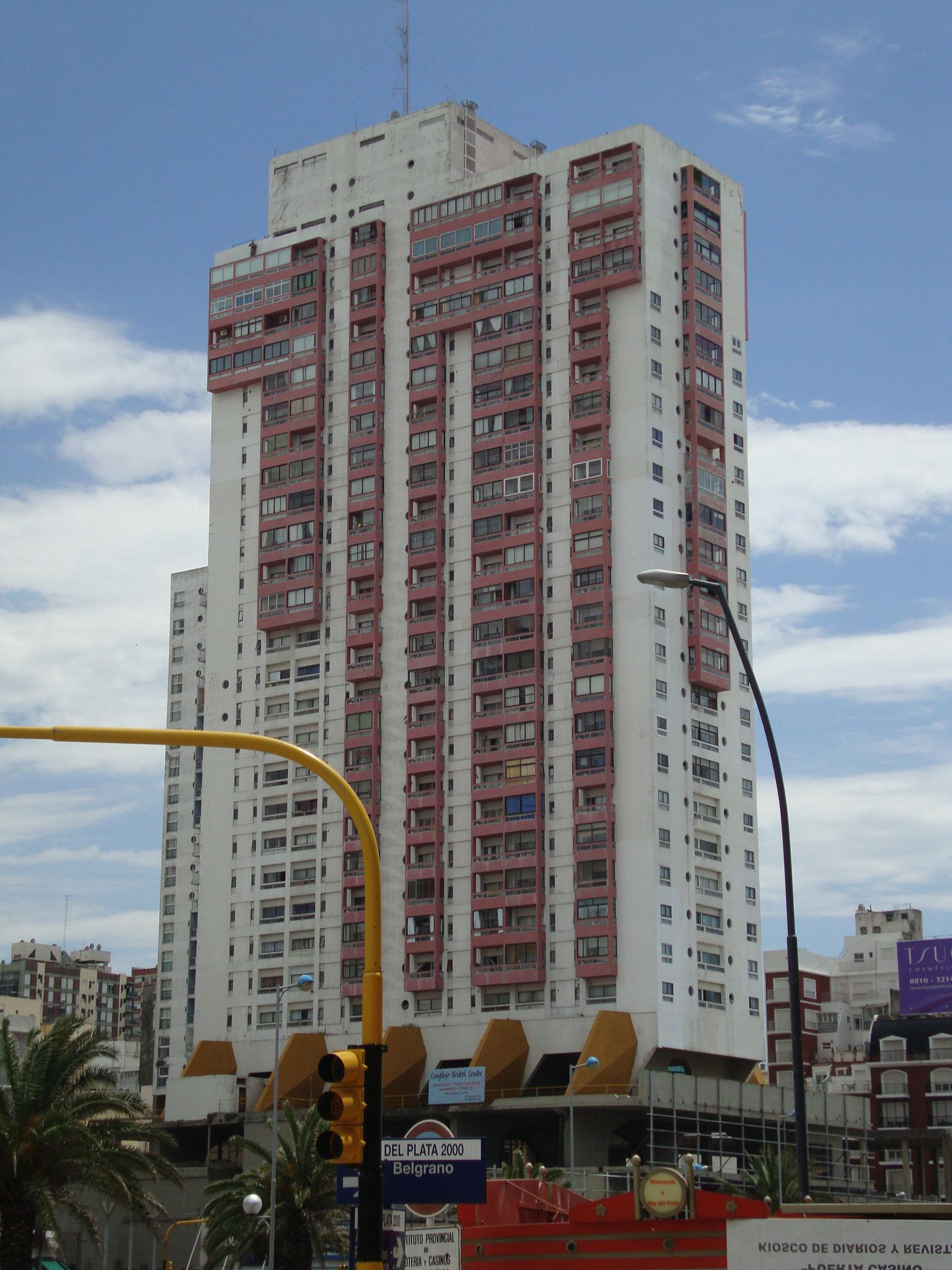
Torre principal del Bristol Center, vista desde el Bv. Peralta Ramos.

El Bristol Center es un inconcluso complejo urbano en el centro de la ciudad balnearia argentina de Mar del Plata. El proyecto fue llevado adelante en 1969 por el empresario David Graiver, quien murió en un accidente aéreo en 1976, y desde ese momento la obra fue demorada, para jamás ser terminada. En una de sus torres funciona actualmente el Bristol Condominio Apart Hotel, de categoría cuatro estrellas.

## Historia

### El Bristol Hotel
Hasta el año 1944, funcionaron en la manzana limitada por el Boulevard Patricio Peralta Ramos y las calles Entre Ríos, San Martín y Rivadavia; los salones y comedor del Bristol Hotel, legendario establecimiento creado en 1888 por José Luro para brindar alojamiento a los primeros veraneantes de la oligarquía de Buenos Aires que visitaron Mar del Plata. Golpeado por la crisis de 1930, el hotel sufrió una progresiva decadencia hasta el momento de su cierre. Más tarde, la manzana que ocupaban el inmenso comedor y los extensos salones, fue transformada en Galería Bristol, aprovechando los grandes espacios para dividirlos en locales comerciales.
Finalmente, en 1964 comenzó la subasta de toda la manzana junto con el deteriorado edificio; aunque recién en 1966, pudo ser adquirida, por la firma Atarasico.

### Primer proyecto y la llegada de Graiver
De todas formas, ya en agosto de 1964 el diario marplatense La Capital publicó una nota anunciando el proyecto pensado para ocupar la manzana completa:

“El anteproyecto se compone de tres etapas, cada una de las cuales demandará dos años de actividad”.

“En la primera se construirá un sótano para estacionamiento que alcanzará a toda la manzana; planta baja y dos pisos de galería”.
Eso no es todo. En el siguiente párrafo puntualiza: “La segunda etapa incluirá el levantamiento de un gran hotel en forma de media luna frente al mar, sobre la calle Buenos Aires”.
“Finalmente, la tercera etapa será la construcción de un edificio torre de 30 pisos”.

“Debe señalarse que la construcción comprenderá dos cines, una confitería, sala de conferencias, galería de arte, una sala teatral y guardería infantil”.

En 1969, el proyecto pasó a manos de las firmas Fundar S.A. y Construir S.A., ambas propiedad del empresario David Graiver, quien acumularía compañías de diversos rubros y poder en los siguientes años. Se anunció un nuevo proyecto, mucho más pretencioso que el original —incluiría un centro cultural— y comenzó la promoción y venta de los departamentos, pero rápidamente comenzó la polémica. El emprendimiento, llamado Bristol Center, estaría compuesto por tres torres de un tamaño excepcional, pero el detalle que generó las críticas fue que la orientación de los edificios causaría proyección de sombra sobre la Playa Bristol ya a horas tempranas. La altura aprobada para el complejo por la Municipalidad, que se haría cargo del futuro centro cultural— fue de por sí objeto de más críticas, aunque el conflicto por la sombra causada por el edificio fue desmentido.

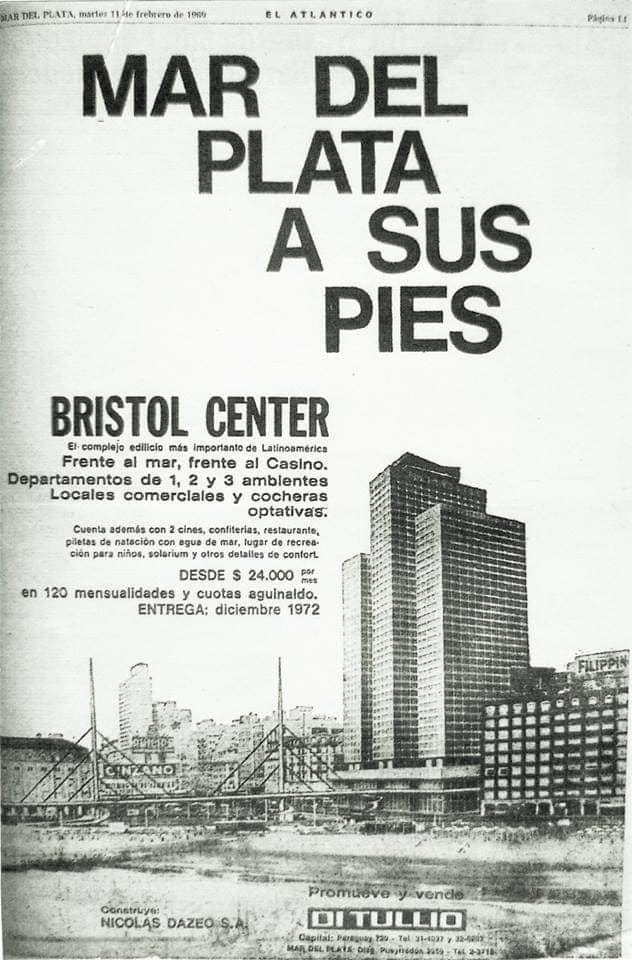
Bristol Center de Mar del Plata, según anuncio publicitario

### Construcción y parálisis
Ese mismo año, comenzó la demolición del sector central del antiguo comedor del Bristol Hotel, y luego la torre principal con su basamento comercial comenzó a construirse en ese lugar. A sus costados, los pabellones laterales con los antiguos y arruinados salones permanecieron en pie hasta 1974, año en que fue demolido el sector de la calle San Martín, para comenzar la construcción de la torre que actualmente funciona como Apart Hotel.

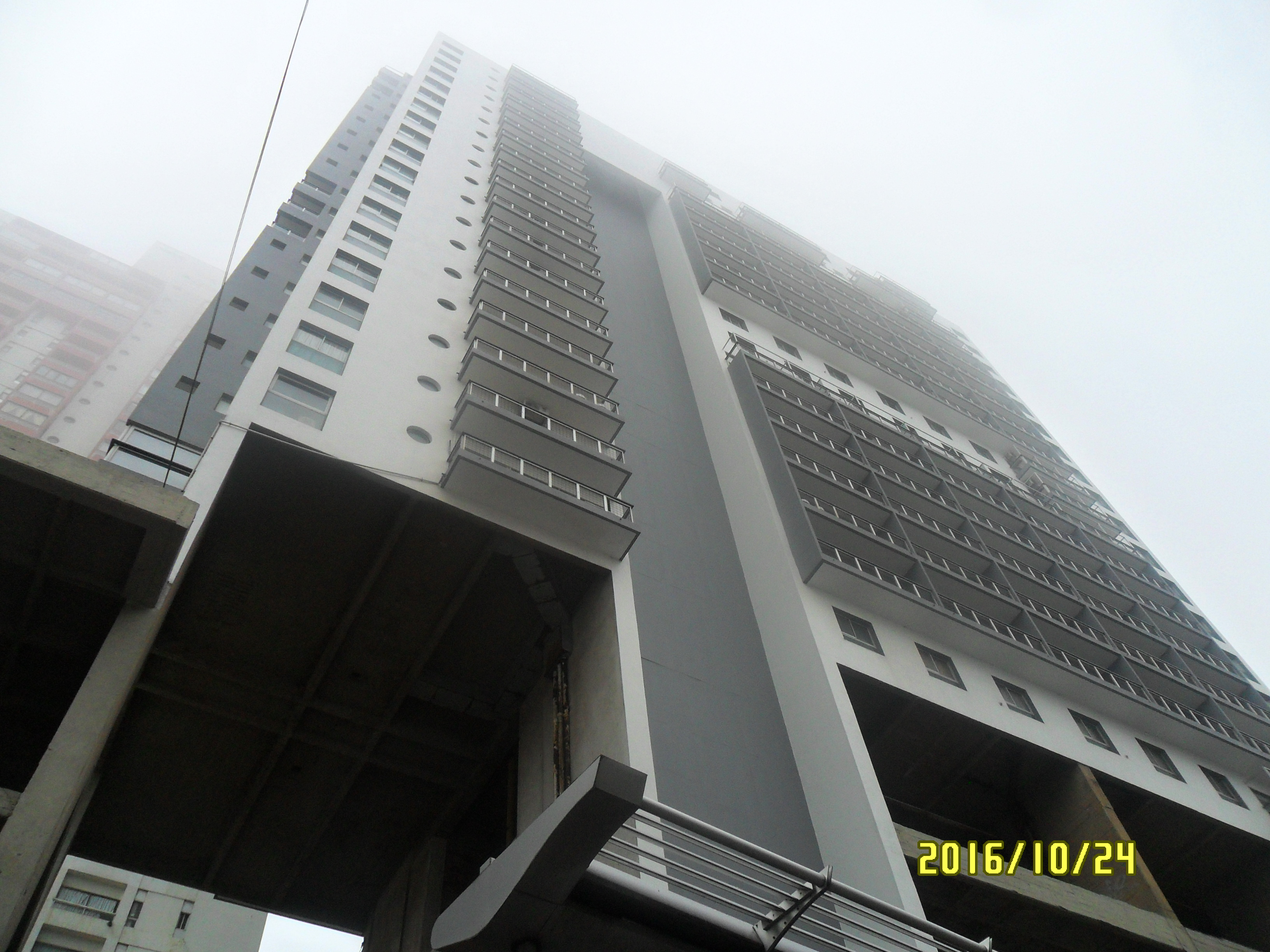
Cara lateral de la torre norte vista desde San Martin en octubre de 2016

Aunque Graiver se hizo muy poderoso durante el período 1970/1975, propietario de la planta papelera Papel Prensa S. A. y un gran número de compañías; la construcción del Bristol Center comenzó a demorarse. El anuncio original presentado en 1969 decía que la primera torre estaría terminada para diciembre de 1972, pero los plazos comenzaron a extenderse, causando un progresivo malestar entre quienes habían comprado en cuotas viviendas y comercios en el futuro complejo. En 1975, la hiperinflación desatada por el Rodrigazo golpeó duramente el emprendimiento. Pero sería la controvertida muerte de Graiver en un accidente aéreo en México (luego de iniciada la dictadura militar, que gobernó la Argentina de 1976 a 1983), la que retrasaría aún más la finalización del proyecto.
Las obras del Bristol Center continuaron dificultosamente, quedando las firmas inmobiliarias en manos de la esposa de Graiver, Lidia Papaleo y socios como Jorge Rubinstein. Pero la totalidad de los bienes y compañías de David Graiver fueron expropiados por la Comisión Nacional de Reparación Patrimonial (CONAREPA), una entidad creada por el gobierno de facto con el expreso objetivo de apropiarse de los bienes de enemigos políticos y militantes opositores que eran asesinados o desaparecidos. En marzo de 1977, se suspendieron las transacciones, el proyecto quedó trunco, y solo una parte llegó a terminarse y habilitarse.
En 2003, el consorcio de propietarios del Bristol Center inició una causa judicial contra Construir S.A., por una indemnización de 32 millones de pesos.
En el año 2015 la justicia falló a favor de Construir S.A.

## Descripción

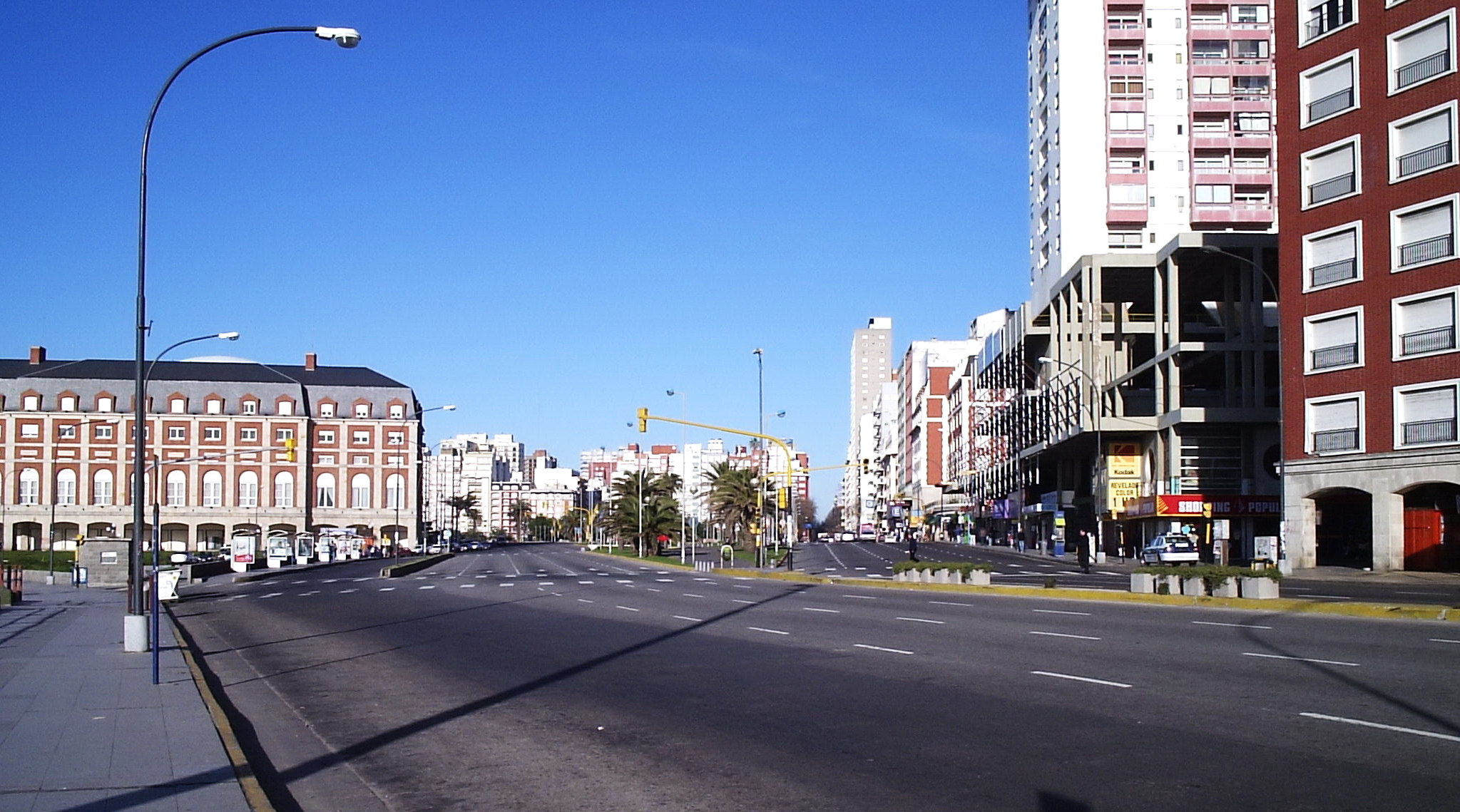
La estructura inconclusa de hormigón armado ocupa un lugar privilegiado en el centro de la ciudad, frente a la playa.

En enero de 1971, la revista de arquitectura Summa le dedicaba un artículo al proyecto del Bristol Center, en ese entonces en construcción. Ilustrado con dibujos de los autores, los ingenieros Ricciotti y Albinati, que muestran el diseño original de las torres, sensiblemente diferente al que terminó realizándose. En él se explicaba que la construcción se llevaría adelante en cuatro etapas, y terminarían sumando 110.000 m² de superficie cubierta. El terreno estaría totalmente ocupado por seis niveles: dos subsuelos de cocheras para 520 vehículos, la planta baja y dos pisos de galerías comerciales. En el último nivel de este basamento, hacia el lado de la calle Entre Ríos, estaría el sector cultural, compuesto por dos salas con capacidad para 1100 espectadores cada una, y una sala de conferencias y exposiciones. Sobre la terraza del basamento, al aire libre, estaría la piscina para propietarios de las viviendas; y bajo techo un restaurante, confitería y bar, y las oficinas de administración del complejo. A los costados de la piscina, asomarían amplios domos semiesféricos, correspondientes a las salas culturales. A partir de este nivel, comenzarían las tres torres de departamentos que coronarían el conjunto. La central —de mayor volumen y sostenida por una serie de pórticos con 23 metros de separación entre ejes— contaría con 663 departamentos, mientras las dos laterales tendrían 300 cada una. El aspecto exterior del conjunto era de estilo netamente moderno, con uso extensivo del vidrio en el revestimiento tanto del basamento comercial como de las torres residenciales, que en la ilustración poseen franjas horizontales de tonos claro y oscuro, alternadamente. Según cierra este artículo de la revista Summa, la estructura del conjunto sería de hormigón armado, y los entrepisos del basamentos serían resueltos con losas casetonadas, buscando salvar grandes luces.
A grandes rasgos, el proyecto general descripto en ese artículo fue respetado, aunque se alteró el aspecto final de las torres, a cargo de autores desconocidos. El muro cortina de vidrio visto en las ilustraciones originales sería reemplazados por muros exteriores de mampostería con ventanas y balcones de hormigón, formando un diseño escalonado a la inversa.
El basamento comercial se encuentra inconcluso, con gran parte de su superficie clausurada y fuera de uso, ya que un buen sector se limita a la estructura de hormigón, sin muros. Sobre el lado de la calle Rivadavia, un espacio vacío marca el lugar adonde debió construirse la torre sur, que no fue siquiera comenzada. La galería comercial fue, por lo tanto, un fracaso y está actualmente concesionaria a diversos propietarios en locales habilitados de forma muy precaria, sobre el Boulevard Peralta Ramos y las calles San Martín (peatonal de Mar del Plata) y Rivadavia. Incluso, en 2008 se realizó una inspección municipal que detectó que en el complejo funcionaban ocho locales sin ninguna habilitación.

### Bristol Condominio Apart Hotel
En la torre lateral norte, funciona en la actualidad un apart hotel de categoría cuatro estrellas, llamado Bristol Condominio. Tiene su entrada por San Martín 2150, conduciendo hacia un pequeño lobby donde funciona la recepción, y desde el cual el núcleo de ascensores conduce a los subsuelos y a los pisos superiores donde están las habitaciones. 
El apart hotel cuenta con alrededor de 250 plazas en 18 pisos, plazas distribuidas entre habitaciones de uno y dos ambientes y dúplex de dos y tres ambientes. Entre sus servicios, además del salón comedor y el estacionamiento cubierto, posee un spa, gimnasio, salón de masajes y sauna.